# Oulak
 (mai 2009).
Si vous disposez d'ouvrages ou d'articles de référence ou si vous connaissez des sites web de qualité traitant du thème abordé ici, merci de compléter l'article en donnant les références utiles à sa vérifiabilité et en les liant à la section « Notes et références ».
Le oulak est un sport collectif équestre kirghiz dans lequel une chèvre ou un mouton décapité sert de balle. Deux équipes de cinq cavaliers s'opposent pour s'emparer de la carcasse et la mettre dans le but adverse un maximum de fois sur une durée de 20 minutes.
Sport typique d'Asie centrale, il est apparenté au Kok Par kazakh ou au bouzkachi afghan, appelé aussi "bouc écorché" décrit par Joseph Kessel dans le roman Les Cavaliers.
L'oulak ou "oulak tartysh" est considéré comme un sport national au Kirghizstan.

## Origine
La mythologie dit que ce serait inspiré des loups qui apprennent à leur petit à chasser, les Kirghiz en auraient fait un jeu.